# Русобтовські-Могилянські
Русобтовські-Могилянські, Русобтовські, Могилянські (рос. Русобтовские-Могилянские) — священницький, а пізніше також дворянський рід.

## Походження
Рід Русобтовських походить від трьох синів о. Прокопія Русобтовського з Обтова — Петра, Павла та Василя, які в середині XVIII ст. навчались у відомій Києво-Могилянській академії. Ймовірно саме тоді за родиною закріпилось друге прізвище. І хоча сам факт про навчання предків в КМА був призабутий та став відомий лише завдяки пізнішим дослідженням про студентів закладу, тим не менш саме з ним представники роду припускали та пов'язували його походження:
|                                | С детства помню, что происхождение фамилии связывалось с Киево-Могилянской Академией — первое высшее учебное заведение в Украине, созданное на базе Киево-Богоявленского братства и основанной в 1631 Петром Могилой школы при Киево-Печерской Лавре. Но так ли это в действительности утверждать не берусь. |
| — Олена Михайлівна Могилянська | |

Дворянська гілка Русобтовських-Могилянських походить від Якова Матвійовича Могилянського, який надав докази того що його дід, священник Василь Прокопович Могилянський, з 1764 до 1782 р. володів п'ятьма кріпацькими душами в с. Обтове Кролевецького повіту Чернігівської губернії. Дворянську грамоту родина отримала разом з подвійним прізвищем Русобстовських-Могилянських. В той же час згідно родинних переказів насправді їх предок не володів кріпосними, а підроблення доказів було необхідним для полегшення нащадкам духовного звання робити світську кар'єру.
Родинна парафія першопочатково знаходилась при Церкві Різдва Богородиці в с. Обтові, а пізніше в м. Понорниці.

## Родова схема
- о. Прокіп Русобтовський (*? — †?)
  - Петро Прокопович (*? — †?)
  - Павло Прокопович (*? — †?)
  - о. Василь Прокопович (*? — †?)
    - о. Матвій Васильович (*1750 — †?)
      - о. Яків Матвійович Русобтовський-Могилянський (*1799 — †1854)[2]
        - Іван Якович (*1829 — †1894)[3][4] ∞ Софія Валеріанівна Феніна (*? — †?)
          - Ніна Іванівна (*1863 — †?) ∞ Володимир Миколайович Калиновський (*1859 — †?)[5]

        - Людмила Яківна (*1836 — †?) ∞ о. Петро Ласкоронський (*? — †?)
        - Таїсія Яківна (*1837 — †?) ∞ о. Герасим Трофимович Глядиковський (*? — †?)
        - Яків Якович (*1839 — †1894)[6]
        - Михайло Якович (*1840 — †1894)[7] ∞ Марія Миколаївна Максимович (*1855 — †1918)
          - Микола Михайлович (*1871 — †1933) ∞ Марія Дмитрівна NN (*1873 — †?)
          - Михайло Михайлович (*1873 — †1942)
            - Лідія Михайлівна (*1899 — †1937) ∞ NN Коновал (*? — †?)
              - Інна Коновал (*? — †?)

            - Дмитро Михайлович (*1901 — †1938) ∞ Агнеса Михайлівна Уманська (*? — †?)
              - Ярема Дмитрович (*1924 — †1941)

            - Олена Михайлівна (*1905 — †1998) ∞ Борис Ісаєв (*? — †?)
            - Ірина Михайлівна (*? — †?) ∞ Матвій Матвійович Саф'ян (*1910 — †2003)

          - Петро Михайлович (*? — †?)[8]
          - Михайлович (*? — †?)
          - Михайлович (*? — †?)
          - Марія Михайлівна (*1886 — †1887)